# Balge
Balge egy község Németországban, a Weser-Nienburgi járásban. Lakosainak száma 1686 fő (2023. december 31.).

## Népessége
| Lakosok száma | 1807 | 1752 | 1734 | 1700 | 1720 | 1716 | 1686 |
|               | 2014 | 2016 | 2017 | 2019 | 2021 | 2022 | 2023 |